# Violetta Ferrari
Violetta Ferrari (ur. 25 kwietnia 1930 w Hódmezővásárhely, zm. 23 stycznia 2014 w Budapeszcie) – węgierska aktorka filmowa.

## Filmografia
Seriale
- 1967: Dem Täter auf der Spur jako Eva Chazal

Film
- 1950: Dalolva szép az élet jako Zsóka
- 1953: Wzburzyło się morze jako Julia Szendrey, żona Petőfiego
- 1958: Scala - total verrückt jako Anita
- 1968: Bel Ami jako Clotilde de Marelle
- 1983: Konrad oder Das Kind aus der Konservenbüchse jako Pani Berti Bartolotti